# Mangoners de la Universitat de Perpinyà
Els Mangoners de la Universitat de Perpinyà van ser una colla universitària de la Universitat de Perpinyà que va existir en dues èpoques diferents: la primera fundada el 2008 amb camisa de color morat i la segona a partir del 2013 amb camisa de color taronja.
Van celebrar el seu bateig el febrer del 2009, en una actuació conjunta amb els Arreplegats de la Zona Universitària. No és clar fins quan va existir, però al 2011 encara actuaven amb la camisa morada.
A la segona etapa van canviar la camisa morada per una de taronja i van arribar a fer el 3 de 6 amb acotxaneta. La colla estava formada principalment per membres d'Aire Nou de Baó que estudiaven en aquell moment. Van actuar per primera vegada a la Diada de primavera dels Arreplegats de 2013 i també van participar en actes de cultura popular catalana a la Catalunya Nord com l'Identi'Cat de 2015. La seva diada de bateig va ser el 21 de febrer de 2014 a la Universitat de Perpinyà Via Domícia, juntament amb els Arreplegats de la Zona Universitària, els Xoriguers de la UdG i els Emboirats de la UVIC.